# Pavonia geminiflora
Pavonia geminiflora är en malvaväxtart som beskrevs av Stefano Moricand. Pavonia geminiflora ingår i släktet påfågelsmalvor, och familjen malvaväxter. Inga underarter finns listade i Catalogue of Life.